# 晋陵郡
晋陵郡（晉陵郡、しんりょう-ぐん）は、中国にかつて存在した郡。晋代から唐代にかけて、現在の江蘇省南部に設置された。

## 概要
三国時代の呉が呉郡の無錫県以西の地を屯田として、毗陵典農校尉（ひりょうてんのうこうい）を置いた。
281年（晋の太康2年）、典農校尉を廃止し、毗陵郡（ひりょうぐん）が立てられた。毗陵郡は揚州に属し、郡治は丹徒県に置かれた。西晋の毗陵郡は丹徒・曲阿・武進・延陵・毗陵・曁陽・無錫の7県を管轄した。311年（永嘉5年）、東海王司馬越の嫡子の名が毗といい、東海国が毗陵を食邑としたことから、これを避諱して毗陵郡は晋陵郡と改められ、その下の毗陵県も晋陵県と改称された。
431年（南朝宋の元嘉8年）、晋陵郡は南徐州に転属した。南朝宋の晋陵郡は晋陵・延陵・無錫・南沙・曲阿・曁陽の6県を管轄した。
南朝斉のとき、晋陵郡は晋陵・無錫・延陵・曲阿・曁陽・南沙・海陽の7県を管轄した。
589年（開皇9年）、隋が南朝陳を滅ぼすと、晋陵郡は廃止されて、常州に編入された。607年（大業3年）に州が廃止されて郡が置かれると、常州が毗陵郡と改称された。毗陵郡は晋陵・江陰・無錫・義興の4県を管轄した。
620年（武徳3年）、唐が杜伏威を帰順させると、毗陵郡は常州と改められ、晋陵・義興・無錫・武進の4県を管轄した。742年（天宝元年）、常州は晋陵郡と改称された。758年（乾元元年）、晋陵郡は常州と改称され、晋陵郡の呼称は姿を消した。